# Leopold Janauschek
Leopold Janauschek, född den 23 oktober 1827 i Brünn (nu Brno) i Mähren, död den 23 juli 1898 i Baden (vid Wien), var en österrikisk historiker och cisterciensermunk. 
Han blev prästvigd 1851, och blev professor i kyrkohistoria vid ordensskolan i Heiligenkreuz år 1853.